# Pirenéus Atlânticos
Os Pirenéus Atlânticos (em francês Pyrénées-Atlantiques e em basco Pirinio Atlantiarrak) são um departamento da França localizado na Nova Aquitânia, no sudoeste do país, que toma seu nome dos montes Pirenéus e do oceano Atlântico. Administrativamente recebe o número 64.
Tem sua prefeitura em Pau, e duas subprefeituras, uma em Baiona e outra em Oloron-Sainte-Marie. Sua população em 1999 era de 600 018 habitantes, com uma densidade de 78 hab./km².

## História
Baixos Pirenéus (em francês: Basses-Pyrénées) era o nome de um dos 83 departamentos criados durante a Revolução Francesa em 4 de março de 1790. Em 10 de outubro de 1969, os Basses-Pyrénées mudaram seu nome para Pyrénées-Atlantiques.

## Cultura
Boa parte deste departamento em grande influência da cultura basca. Além do francês, são falados o gascão e o euskera (no País Basco francês, atual subprefeitura de Baiona).